# Date A Live
Date A Live (デート・ア・ライブ Dēto A Raibu?) es una serie de novelas ligeras escritas por Kōshi Tachibana e ilustradas por Tsunako. Una adaptación a anime fue producida por el estudio AIC PLUS+ y empezó a transmitirse el 30 de marzo de 2013 por streaming en Nico Nico Douga. El episodio final del anime Date A Live se emitió junto al anuncio de que la serie iba a tener segunda temporada. El autor de las novelas originales, Koushi Tachibana, también realizó el mismo anuncio por su parte. La segunda temporada tuvo su estreno el 11 de abril de 2014. Al final de la segunda temporada, una película fue anunciada. Se estrenó el 22 de agosto de 2015.
Luego de que Production IMS quedara en bancarrota, el estudio J.C.Staff compró los derechos, y su tercera temporada se transmitió en temporada de invierno de 2019. Una cuarta temporada producida por Geek Toys se estrenó el 8 de abril de 2022. Una quinta temporada se estrenó en abril de 2024.

## Sinopsis
Hace treinta años, en la frontera de Asia y Europa se produjo un extraño fenómeno llamado «Terremoto espacial», que devastó el centro de Euroasia y se llevó consigo la vida de más de 150 millones de personas. En los cinco años siguientes, se produjeron terremotos espaciales menores alrededor del mundo, pero la mayoría en Japón. Luego de eso, pararon durante veinticinco años.
Shido Itsuka, un estudiante de preparatoria aparentemente normal, se encuentra con una chica en el epicentro de la ciudad tras un nuevo terremoto espacial. Es informado por su hermana, Kotori, de que esta chica es uno de los «espíritus» (seres de otra dimensión) que al llegar a la Tierra hacen estallar un lugar, y dicho estallido es al que llaman «terremoto espacial». Se entera también de que su hermana es la capitana de la nave Fraxinus del grupo «Ratatoskr», quien lo recluta con el fin de hacer uso de su misteriosa habilidad para sellar los poderes de los espíritus y evitar que se vuelvan una amenaza para la humanidad. Sin embargo, hay un inconveniente: para sellar los poderes de un espíritu, Shido deberá tener una cita con ellas y hacer que se enamoren de él, para luego sellar los poderes del espíritu con un beso.

## Personajes

### Principales
Shido Itsuka (五河 士道 Itsuka Shido?)
Seiyū: Nobunaga Shimazaki, Saeko Zōgō (Shiori), Isaid Pelayo (español latino), Lupita Leal (Shiori)
Shidou es el protagonista principal de la historia. Él posee una habilidad que le permite sellar el poder de un espíritu en su cuerpo. Para ello, deberá ganarse la confianza del espíritu y enamorarla para posteriormente poder sellarla con un beso. Vive con su hermana adoptiva Kotori. En el volumen 3 se reencuentra con su hermana biológica llamada Mana Takamiya. En el volumen 5, descubre que también puede usar los poderes de los Espíritus que ha sellado pero solo durante un tiempo limitado, esto debido a que los poderes de los Espíritus son demasiado poderosos para un cuerpo humano como el de Shidou.
Origami Tobiichi (鳶一 折紙 Tobiichi Origami?)
Seiyū: Misuzu Togashi, Elizabeth Infante (español latino)
Compañera de clase de Shidou y la persona más famosa de la escuela. Ella es descrita como la apariencia de una muñeca. Ella es la autoproclamada y la única "novia" humana de Shidou, además de ser la más agresiva intentando de conocer más de él, acercarse a él o incluso hacerse más íntima con él. Al parecer conoce a Shidou hace mucho tiempo, pero él no tiene memoria de ello. Su odio hacia los espíritus proviene del incendio en el que murieron sus padres, que al parecer fue causado por el espíritu código Efreet, por lo que se une a las AST intentando buscar al espíritu y cobrar venganza. Su deseo de venganza es lo suficientemente fuerte para perder la calma y adoptar una conducta fría y desobediente a los altos mandos. Después de haber sido convencida por Shidou de la inocencia de Kotori, ella considera seriamente dejar a las AST después de que ellas hayan puesto la mirada en Shidou.
A partir del volumen 10 de la novela ligera ella se convierte en espíritu, su nombre clave es "Angel". Casi al final del volumen 10 ella regresa en el tiempo con la ayuda del ángel de Kurumi con cuyo suceso se entera de que quien en realidad asesinó a sus padres no fue otra que ella misma de forma accidental, a raíz de este evento se termina el efecto del poder de Zafkiel, obligándola a regresar al presente pero como "Devil" (Demonio) su estado inverso destruyendo todo a su paso obligando a Shidou a reescribir la historia con tal de evitar que está se invierta tras descubrir la verdad y de paso evitar otra paradoja de tiempo.

### Espíritus
Los espíritus son seres extraterrestres de origen desconocido (posiblemente de otra dimensión), cuya llegada a la Tierra siempre está anunciada con un terremoto espacial. Cada espíritu posee un vestido Astral así como un ángel, sin embargo sus habilidades son únicas. Cada espíritu posee un distinto conocimiento de la Tierra.
Tohka Yatogami (夜刀神 十香 Yatogami Tōka?)
Seiyū: Marina Inoue, María García (español latino)
Es el primer espíritu que salva Shidou, y la heroína principal. Ella es portadora del ángel Sandalphon, un trono que se transforma en la vaina de su principal arma, una espada. Ella es capaz de controlar los vientos siendo capaz de cortar grandes objetos inanimados con facilidad, además tiene la capacidad de manipular campos de fuerza. Después de ser sellada por Shido, se transfiere a la misma clase que él. Ella está enamorada de Shidou y frecuentemente se pone celosa cuando otra chica se acerca a él. Su nombre en clave es "Princess" (Princesa). Al enojarse Tohka puede liberar a Halvanhelev la cual es Sandalphon fusionada con los fragmentos de su trono. En el volumen 7 su desesperación llega a su límite cuando Shido estuvo a punto de morir a manos de Ellen llegando a un estado invertido, su rey demonio (ángel en esta forma) es Nahemah, en esta forma ella posee una versión más oscura de Sandalphon y su vestido astral se vuelve más oscuro y más revelador, Westcott llama a este estado "Reina Demonio".
Yoshino Himekawa (四糸乃 Himekawa Yoshino?)
Seiyū: Iori Nomizu, Denise Aragón (español latino)
Es el segundo espíritu salvado por Shidou. Ella es niña pequeña de apariencia loli y también algo tímida que vive en función de su marioneta en la mano izquierda. Además puede controlar corrientes de viento heladas que pueden variar desde una lluvia torrencial hasta una fuerte nevada capaz de congelar los escudos de las AST. "Yoshinon" es otra personalidad que nació del deseo de Yoshino de no estar sola. Su nombre en clave de AST es "Hermit" (Ermitaño). Su ángel es Zadkiel, una marioneta en forma de conejo gigante que ella convoca y controla con su mano derecha. Zadkiel le permite a Yoshino desplazarse a grandes velocidad tanto en tierra como en aire.
Kurumi Tokisaki (時崎 狂三 Tokisaki Kurumi?)
Seiyū: Asami Sanada, Fernanda Ornelas (español latino)
Es el tercer espíritu que aparece en la serie y la única que no ha sido sellada, además ella es la más violenta y peligrosa de los espíritus. Su vestido astral es uno parecido al de la época victoriana, el cual tiene tonalidades rojos y negros lo que le da el aspecto de una loli gótica. Su ojo izquierdo tiene forma de reloj de color amarillo. Ella se transfiere a la clase de Shido en el volumen 3, sintiéndose atraída a él desde el principio, ganándose la ira de Tohka y Origami. Ella ha estado siendo asesinada por Mana en más de una ocasión desde hace mucho tiempo, lo que es completamente inútil, debido a que Kurumi cambia su lugar con sus clones creados por su ángel Zafkiel, debido a este es capaz de manipular el tiempo, este es manifestado como un reloj gigantesco que se coloca detrás Kurumi cada vez que lo invoca y está conectado a su vez con su ojo izquierdo, además de que está en ocasiones puede volverse algo psicópata cuando entra en combate o mata por placer a una persona. Además posee un mosquete y una pistola, ambos del estilo de la época victoriana, los cuales representan las manecillas del reloj (minutero y horario respectivamente). Su espíritu Zafkiel le permite a Kurumi utilizar 12 tipos de balas distintas, donde cada una de estas posee una habilidad relacionada con la manipulación del tiempo. De acuerdo a los acontecimientos de la cuarta temporada, se revela que Kurumi ha estado tratando de evitar que Shido muera en varias ocasiones y siempre termina fallando en hacerlo, ya que si este muere, tanto Tohka, Origami y las demás perderían el control y comenzaran a destruir todo a su paso, pero además se revela que en aquella ocasión que Shido la salvo del mortal ataque de Kotori en su batalla, esta beso a Shido en agradecimiento por protegerla, pero debido a eso Kurumi accidentalmente le transfirió el poder de su sexta bala llamada Vav, la cual le permite transferir su conciencia al pasado y admite que realmente esta enamorada de Shido y si este muere el poder de la sexta bala se iría con el y esta quedaría destruida emocionalmente si eso pasara, más adelante cuando DEM y sus fuerzas contratacan Kurumi se aparece para proteger a Shido y ayudarlo junto a las demás espíritus, pero en medio de todo el conflicto esta finalmente abre sus sentimientos por Shido, súbitamente el momento es interrumpido por la aparición del espíritu del origen Mio Takamiya, la cual sale brutalmente del pecho de Kurumi, donde también le roba el cristal zefira de Zafkiel, pero en medio de su agonía final, Kurumi le dispara con la última de sus balas a Mio en represalias, pero falla su disparo y momentos después está en sus últimas palabras termina diciendo; "¡Shido, corre!" y finalmente cae al suelo y acaba muriendo en el proceso, su nombre clave es "Nightmare" (Pesadilla).
Kotori Itsuka (五河 琴里 Itsuka Kotori?)
Seiyū: Ayana Taketatsu, Melissa Hernández (español latino)
Es el cuarto espíritu sellado por Shidou, es la hermana adoptiva de Shidou y comandante del Fraxinus. Ella tiene el pelo rojo el cual normalmente usa con dos colas de caballo, además sus ojos son rojos. Posee una doble personalidad, la primera es amable y muy apegada a su hermano esta personalidad es reflejada cuando lleva cintas blancas en el cabello. Cuando se encuentra comandando el Fraxinus o frente a situaciones importantes, se cambia a cintas negras las cuales reflejan su segunda personalidad, en esta ella adopta una conducta arrogante y mandona frente a cualquier persona, incluyendo a Shidou. Más tarde, se revela que ella en realidad es un humano que obtuvo el poder de un espíritu hace cinco años, además de haber sido la principal sospechosa del incendio en el que murieron los padres de Origami. Ella retoma sus poderes de Shidou para salvarlo de Kurumi en el volumen 4, sin embargo vuelve a ser sellada por Shidou más adelante. Ella le tiene un gran cariño a su hermano, el cual se intensifica en el volumen 4. Su nombre en clave es "Efreet". Es considerada una tsundere. Su ángel es Camael, el cual es manifestado en una gran hacha, que puede controlar el fuego.
Kaguya Yamai (八舞 耶倶矢 Yamai Kaguya?) y Yuzuru Yamai (八舞 夕弦 Yamai Yuzuru?)
Seiyū: Maaya Uchida, María José Moreno (español latino, temporada 2 a 5) y Mariana Ortiz (español latino, temporada 5) (Kaguya)
Seiyū: Sarah Emi Bridcutt, Alessia Becerril (español latino) (Yuzuru)
Son el quinto y sexto espíritus sellados por Shidou. son casi de la edad de Shidou, Son hermanas gemelas, aunque se describen como "clones", esto debido ambas resultaron de la separación del espíritu Yamai.
Kaguya es extrovertida y habla muy bien de sí misma llegando a ser muy orgullosa. Los efectos resultantes de su franqueza puede hacerla parecer infantil e inmadura. Físicamente, ella tiene su largo cabello trenzado de color naranja con los ojos de color mercurio.
En cambio Yuzuru tiene una personalidad introvertida y en su mayoría inexpresiva. Habla en una forma de estructura casi robótica la cual carece de conectores, esto lo hace con la intención de declarar las frases en muy pocas palabras. Físicamente es idéntica a Kaguya, aunque es ligeramente más dotada que su hermana gemela. Otras diferencias incluyen el tener el cabello trenzado en tres porciones y su expresión parece indiferente a Kaguya.
El Vestido Astral de ambas es visualmente masoquista, está cubierto de una capa de color oscuro, con varias partes de su cuerpo que están siendo cubiertas por correas. Tiene cerraduras que se encuentran en el cuello, una mano y una pierna (Kaguya las tiene en las mano y pierna derecha mientras que Yuzuru las tiene del lado izquierdo), que poseen desgarradas cadenas que sobresalen de ellos. Tanto Kaguya y Yuzuru son bien conocidas por las personas que saben acerca de los espíritus, así como la población en general debido a que causan un gran cambio atmosférico cuando tienen un duelo al momento que hay una gran cantidad de testigos. Su ángel es Raphael: Kaguya tiene la variante El Re'em" El cual consta de una gran lanza y un ala metálica de un lado de su espalda, mientras que Yuzuru tiene la variante El Na'ash" El cual consta de un péndulo y un ala metálica de un lado de su espalda. Raphael: El Kanaph es la combinación de El Re'em y El Na'ash cuando ambas hermanas se sincronizan, creando un gran arco y flecha el cual aniquila todo a su paso. Las dos tienen el poder de controlar las corrientes de aire.
Sus poderes fueron sellados por Shidou al final del volumen 5, al mismo tiempo.
El nombre clave de amas es "Berserker".
Miku Izayoi (诱宵美九 Izayoi Miku?)
Seiyū: Minori Chihara, Montserrat Mendoza (español latino)
Es el séptimo espíritu en aparecer y ser sellado por Shidou. Originalmente solía ser una Idol llamada Tsukino Yoimachi, la cual ganó una gran popularidad, hasta que se vio envuelta en un problema con un productor de una cadena de TV, este al no poder tener a Miku empezó un escándalo difamandola, este mismo causó que ella perdiera a sus fanes y a sus vez desarrollara un trastorno psicológico que le hizo perder la voz. Estando a punto de suicidarse, Phantom aparece frente a ella, ofreciendo darle una voz que haría que todos se arrodillaran ante ella, su ángel “Gabriel” es capaz de controlar el sonido, y controlar a las personas con este. Debido a que ella odia a los hombres por lo que ocurrió en el pasado, Shidou se disfraza de mujer haciéndose llamar Shiori Itsuka para poder conquistarla y sellar su poder. Miku es una chica de la edad de Shidou la cual tiene cabello largo y liso de color índigo, con un flequillo perfectamente recortado. posee un cuerpo bien dotado siendo la chica más admirada y popular de la escuela privada para chicas Rindouji. Miku siente un gran gusto por las chicas, a pesar de esto las trata como esclavas, mientras que a los chicos los trata con un gran asco y desprecio, pero finalmente esta recapacita de sus acciones con la ayuda de Shidou y termina enamorándose de él, además de llamar a Shidou por el apodo de "Darling", su nombre clave es "Diva".
Natsumi Kyouno (七罪 Kyouno Natsumi?)
Seiyū: Ayumi Mano, Abril Ramos (español latino, temporada 2 a 4) y Azucena Miranda (español latino, temporada 5)
Es el séptimo espíritu, quien aparece por primera vez en el Volumen 8 cuando Shido la encuentra en un parque de diversiones abandonado. Inicialmente se muestra una mujer joven y voluptuosa, pero su verdadera forma es una niña. En ambas formas, tiene cabello y ojos color esmeralda. Ella toma una actitud hostil hacia Shido después de creer que él vio su verdadera forma (que en realidad no vio). Comenzando su venganza, se transforma en Shido y va a su escuela para tratar de arruinar su vida, pero fue detenida al ser descubierta por el verdadero Shido, así como Tohka y Origami, quienes vieron a través de su disfraz debido a detalles extremadamente pequeños. Más tarde, ella reta a Shido, el cual tiene que averiguar de quién se está disfrazando entre las fotos de doce personas que él conoce, si él adivina mal estas desaparecerán una por una. Después Shido descubre de quién se estaba disfrazando y, Haniel, por alguna razón, rompe el espejo el cual encerraba a los que habían sido capturados y los libera. Natsumi, estando completamente afectada, regresa a su verdadera forma frente a Shido y sus amigos. Lo más probable es que esto se debió a que Shido 'ganó' el juego, lo que destrozó el espejo de Haniel, y a su vez, se rompieron los hechizos que mantenía, uno que aprisionaba a los demás y otro que hacía que Natsumi pareciera una mujer voluptuosa. Al sentirse avergonzada porque vieron su verdadera forma, se transforma nuevamente en su forma adulta y convierte a Shido y a los demás en niños, luego de esto se va volando montada en Haniel.
Más tarde, en el Volumen 9, fue encontrada por el Fraxinus, lo que hizo Natsumi escarpara a una montaña inhabitada. Allí, fue atacada por Ellen y resultó gravemente herida. Shido y los otros Espíritus rescataron a Natsumi y luego se transportaron al Fraxinus. Kotori y los otros afectados por la magia de Natsumi volvieron a la normalidad debido hechizo de transformación se liberó cuando perdió el conocimiento. Más tarde, Natsumi fue llevada a una instalación subterránea propiedad de Ratatoskr, donde Shido intentó sellar sus poderes con la ayuda de Kotori y los demás presentes. Sin embargo, su plan se echó a perder luego de que Natsumi escapara de las instalaciones después de haber malinterpretado el buen trato que Shido y los demás le dieron. Más tarde, Natsumi ayuda a Shido y a los otros cinco Espíritus a detener a tres satélites artificiales enviados por DEM que tenían como propósito destruir la ciudad de Tenguu, lo cual evitaron. Luego Natsumi se besa con Shido para permitir que sus poderes se sellen, esto debido a que estuvo satisfecha con la respuesta de Shido a cierta pregunta y además le solicitó que confirmara lo importante que ella es para él.
Su ángel es Haniel, el cual toma la forma de una escoba voladora. La habilidad de Natsumi le permite transformar un determinado objetivo a cualquier forma que ella desee. Este objetivo puede ser una persona, un objeto o lo que sea que ella quiera. Su Ángel tiene una gema en la punta que puede convertirse en un espejo el cual puede atrapar a cualquiera dentro. El poder de Natsumi también se puede usar en el mismo Haniel para imitar al Ángel de otro Espíritu, incluyendo sus habilidades, pero con un menor grado de efectividad. Por ejemplo, usó esta habilidad contra el tercer satélite de DEM al imitar el Sandalphon de Tohka, para crear una onda de impacto. Su nombre en clave es "Witch" (Bruja).
Rinne Sonogami (園神 凜祢 Sonogami Rinne?)
Seiyū: Kana Hanazawa, Iarel Verduzco (español latino)
Solo aparece en el videojuego Date A Live: Rinne Utopia. Rinne se presenta como la amiga de la infancia de Shidou, la cual siempre va en las mañanas a despertar a Shidou, y a preparar la comida para el y a Kotori. Rinne es una chica de personalidad amable y tranquila, siempre mostrando una suave sonrisa a todos, ella es de tez blanca, con cabello y ojos de color rosa suave y cabello cortado en melena el cual tiene dos trenzas a cada lado de su cabeza. Conforme avanza la historia Shidou se percata de raros sucesos que ocurren a su alrededor y alrededor de las demás chicas, hasta que un día se percata de que toda la ciudad está atrapada por el poder de un espíritu. Con ayuda de Tohka, Origami, Yoshino, Kotori y también Kurumi, Shidou logra avanzar en la gran torre que era en realidad el ángel del espíritu desconocido. Al llegar a la cima el descubre que el espíritu desconocido era Rinne. Allí Rinne le revela que ella descendió a la tierra para salvarlo, ya que él había perdido el control de los poderes de todas y estos habían regresado a sus dueñas y producto de ello la explosión de energía de Tohka quien estaba junto a él en la azotea de la escuela lo alcanzó matando a Shidou.
Nia Honjou (本条 二亜 Honjō Nia?)
Seiyū: Hitomi Nabatame, Susana Moreno (español latino)
También conocida como el segundo espíritu que apareció tiempo después de que el primero apareció y que posiblemente sabe sobre el primer espíritu. De alguna forma fue capturada por DEM, ella es mencionada en el volumen 7 cuando Kurumi ayuda a Shido a salvar a Tohka con el fin de buscarla, su ángel es rasiel el cual tiene conocimiento de todo el mundo y puede controlar a la persona con lo que se escriba o dibuje en sus páginas, su nombre clave es "Sister" (Hermana).
Nibelcol (ニベコール Niberukoru?)
Seiyū: Yumiri Hanamori, Desireé González (español latino)
Técnicamente no es un espíritu como tal sino un seudoespíritu o semiespíritu, pues esta fue creada por Wescott a partir de un fragmento del cristal Qlipha que se le arrebató a Nia durante su inversión. Al ser creada por Wescott ella y sus clones lo tratan como si fuera su padre.
Mukuro Hoshimiya (星宮 六喰 Hoshimiya Mukuro?)
Seiyū: Akari Kageyama, Leslie Gil (español latino)
Una espíritu, su nombre clave es "Zodiac" (Zodiaco), apareció en el volumen 14. Ella vive solitaria en el espacio, cuando 42 tanques de guerra espaciales de DEM la atacaron ella pudo con todos e hizo que cayeran en la tierra. Su ángel es Michael, manifestado cómo una llave, el cual posee dos tipos de habilidades: Lock: Al apuntar algo y girar a Michael puede bloquear su función, cómo hizo bloqueando a los tanques impidiendo que funcionen, según ella, podría detener la rotación de la tierra. Unlock: Esta habilidad le permite abrir agujeros de gusano con los que puede transportarse a sí misma o usarlos para enviar meteoritos a sus adversarios, además de devolver ataques.
Phantom (ファントムー Fantomu?)
Seiyū: Kana Hanazawa (con la apariencia de Rinne Sonogami), Iarel Verduzco (español latino)
Es el nombre en clave o apodo que Ratatoskr le asignó al "Primer Espíritu" antes de que se supiera la verdadera identidad de este. Fue el espíritu que otorgó los cristales Sephira a Kotori, Yoshino, Kurumi, las hermanas Yamai, Miku, Natsumi, Origami, Nia y Mukuro, con excepción de Tohka. Como curiosidad, en el volumen 11 de la novela ligera Phantom aparece frente a Shidou usando la apariencia de Rinne como disfraz.
Mayuri (万 由里 Mayuri?)
Seiyū: Sora Amamiya
Una espíritu creada a partir de la energía espiritual de Tohka, Yoshino, Kotori, las hermanas Yamai y Miku. Cuando Shido terminó de desestresarlas, mediante citas, un sentimiento de envidia la invadió, provocando que su ángel (Kerbier) se descontrolara.
Mio Takamiya (崇 宮 澪 Takamiya Mio?)
También conocido como "El Primer Espíritu" o "El Espíritu del Origen", fue el ser que se originó hace 30 años provocando el mayor Terremoto Espacial entre las fronteras de China y Mongolia causando la muerte de 150 millones de habitantes. En el volumen 18 de la novela ligera se descubre que este espíritu fue creado por Sir Isaac Ray Pelham Wescott, Elliot Baldwin Woodman y Ellen Mira Mathers mediante algún tipo de ritual mágico. Según avanza la novela, se explica como el Primer Espíritu (que hasta la fecha no poseía nombre) se encuentra con un chico llamado Shinji Takamiya (reencarnación pasada de Shido Itsuka) tras haber causado un Terremoto Espacial. Es en ese momento cuando Shinji acoge al espíritu en su casa y le da el nombre de Mio Takamiya, su ángel ain soph aur es una flor cuyos granos de polen matan o desactivan a cualquier ser vivo o máquina que los toque, ain soph es un árbol capaz de crear un mundo paralelo que puede controlar a placer y ain la carta de triunfo de Mío es capaz de borrar la existencia de cualquier cosa o persona, pero a pesar de su origen como espíritu, Mio tenía cierto afecto hacia Shinji hasta tal punto de enamorarse del joven y que además no era un ser malvado en esencia, pero lamentablemente los agentes de DEM y el propio Westcott un día los atacaron y tomaron como rehén a la hermana de Shinji, Mana, para que de esta forma Shinji les entregara a Mio a cambio de perdonarles la vida, pero justo cuando estaban por cerrar el acuerdo, Mana escapa, forzando a Mio y Shinji a escapar por separado, sin embargo Westcott no conforme con esto rompe el trato y le dispara mortalmente a Shinji quien en plena agonía y a punto de morir le pide a Mio una disculpa por no poder protegerla, pero no conforme con lo sucedido Mio grita histéricamente de dolor y tristeza por la muerte de su amado y crea otro terremoto espacial, pero esta no queriendo aceptar lo que sucedió, Mio besa a Shinji y lo absorbe en su vientre para darlo a luz más adelante y reencarne bajo el nombre de Shido Itsuka, su nombre clave es "Deus".

### Ratatoskr
Reine Murasame (村雨 令音 Murasame Reine?)
Seiyū: Aya Endō, Iarel Verduzco (español latino)
Subalterna de Kotori. Tiene una expresión totalmente fría, además de las predominantes ojeras bajo sus ojos. Tiene órdenes de encargarse de todos aquellos espíritus que Shido "reclute". Siendo así, se traslada al instituto de Shido para ser su nueva maestra. En apariencia, ella es algo más baja que Shido. Tiene el pelo plateado, usa gafas y una bata de laboratorio. El oso de peluche que siempre carga con ella es el único recuerdo que le queda de su tiempo con Shinji Takamiya, siempre tiene un aspecto de tener sueño, incluso afirma que no ha dormido en treinta años. Más tarde en la obra se revela que Reine es en realidad es Mio Takamiya o por lo menos el lado de esta que mantiene su forma real de haber seguido con su vida normal y al lograr fusionarse con su otra mitad vuelven a ser una sola persona.
Kyouhei Kannazuki (神無月 恭平 Kannazuki Kyōhei?)
Seiyū: Takehito Koyasu, Raymundo Armijo (español latino, temporada 2 a 3) y Rolando de la Fuente (español latino, temporada 4 en adelante)
Es el segundo al mando de Ratatoskr. Demuestra cualidades masoquistas al recibir siempre cualquier tipo de castigo físico que le de Kotori. Anteriormente era el capitán de la AST, después de que Ryoko se une. Salió de las AST para encontrar alguien adecuado para servir, y se unió a Ratatoskr, pero dejó un pedido de ser reintegrado en caso de volver.
Elliot Baldwin Woodman (エリオット・ボールドウィン・ウッドマン Eriotto Bōrudowin Uddoman?)
Seiyū: Jōji Nakata, Humberto Solórzano (español latino, temporada 2) y Andrés García (español latino, temporada 3 en adelante)
Fundador de la organización Ratatoskr.
Karen Nora Mathers (カレン・ノーラ・メイザース Karen Nōra Meizāsu?)
Seiyū: Nozomi Nishida
Hermana menor de Ellen Mira Mathers y asistente personal de Elliot.
Kyouji Kawagoe (川越 恭次 Kawagoe Kyōji?)
Seiyū: Gō Inoue
Casado y divorciado cinco veces, Kyoji ha recibido el título de "Maestro del Amor". Uno de los varios asistentes masculinos de Shido al dar un voto sobre el curso de acción apropiado que Shido debe tomar al actuar.
Masaomi Mikimoto (幹本 雅臣 Mikimoto Masaomi?)
Seiyū: Kentaro Tone
Masaomi es un íncubo durante la noche. Uno de los varios asistentes masculinos de Shido a bordo del Fraxinus.
Hinako Shiizaki (椎崎 雛子 Hinako Shīzaki?)
Seiyū: Satomi Akesaka
Descrita como "traer dolor a cada rival de su amor" y "la mujer que vive a las 2 am", Hinako es presentada con una muñeca vudú. Una de las varias asistentes femeninas de Shido a bordo del Fraxinus.
Munechika Nakatsugawa (中津川 宗近 Nakatsugawa Munechika?)
Seiyū: Gorgeous
Munechika es un hombre con cien esposas. Uno de los varios asistentes masculinos de Shido a bordo del Fraxinus.
Kozue Minowa (箕輪 梢 Kozue Minowa?)
Seiyū: Tomoko Usami
Kozue es una mujer cuya devoción sincera y ferviente era temida por el gobierno. Una de las varias asistentes femeninas de Shido a bordo del Fraxinus.

### AST (Anti-Spirits Team)
Ryouko Kusakabe (日下部 燎子 Kusakabe Ryōko?)
Seiyū: Ao Takahashi, Ximena Fragoso (español latino)
Ryōko es del Equipo Anti-Espíritu de la Fuerza de Autodefensa Terrestre de Japón que lidera a las jóvenes del AST, tiene 27 años.
Mana Takamiya (崇宮 真那 Takamiya Mana?)
Seiyū: Misato
Uno de los miembros de la AST, y la verdadera hermana de Shido. Ella no tiene recuerdos de su infancia, solo una fotografía que era su única prueba de que verdaderamente tenía un hermano. Además son muy parecidos físicamente. Ella es muy respetada en la AST por el hecho de ser la única que ha matado a un espíritu. Llegó a la ciudad persiguiendo a Kurumi.
En el volumen 7 termina uniéndose a Ratatoskr.
Mikie Okamine (冈峰美纪 Okamine Mikie?)
Seiyū: Kanami Satou, Fernanda Robles (español latino)
Con el rango de soldado raso, Mikie es descrita como de ojos y cabello castaños, con el cabello atado en coletas. Ella está en el año de Origami y Shido, pero se saltó un grado, lo que la hace un año más joven. Su edad cercana a la de Origami la lleva a tener una extraña atracción por Origami. Su dedicación a Origami se demuestra por el hecho de que estaba dispuesta a renunciar al AST cuando pensó que Origami iba a tener un castigo disciplinario.
Mildred F. Fujimura (ミルドレッド· M ·藤 Mirudoreddo F. Fujimura?)
Seiyū: Saki Ogasawara, Alondra Hidalgo (español latino)
Con el rango de Sargento de Primera Clase, Mildred es descrita como una chica con ojos azules y cabello rubio que usa gafas. A menudo se le conoce con el apodo de "Mily". Su edad es cercana a la de Origami, lo que la lleva a tener una extraña atracción por Origami. Ella es una mecánica que ocasionalmente se pone delirante sobre los demás para su propia fantasía personal.

### Industrias DEM
Sir Isaac Ray Peram Westcott  (サー· ·アイザックレイ· ·ペラムウェストコット Aizakku Rei Peramu Wesutokotto?)
Seiyū: Ryōtarō Okiayu
Es el director de industrias DEM y el antagonista principal, parece conocer más de lo que ve, como en estado de transformación de Tohka así como el pasado de Shido. Todos los magos de DEM se refieren a él con -sama, son leales a él y dispuestos a hacer cualquier acto terrible que el ordene. Desde que era un niño, Westcott siempre ha tenido una fascinación morbosa por la muerte y derivó en una sádica sensación de placer al ver el sufrimiento de los demás. El mismo Westcott ha mostrado poco cuidado, mucho menos humanidad, en su forma de pensar, siempre y cuando se realicen sus objetivos. Ya sea discutiendo formas de romper el espíritu de Tohka a través de la tortura con la misma manera y cuidado que uno hablaría sobre el clima, o la pérdida de vidas y propiedades DEM cuando Tohka se quebró, carecía de cualquier señal o pensamiento de remordimiento, desesperación, tristeza o pena, pero se alegró de que ella se invirtiera como si nada más importara. Westcott creció en un pueblo de magos que podían usar la hechicería junto con Woodman y Ellen. Sin embargo, los civiles que temían el poder de los magos incendiaron su aldea. Este evento provocó un cambio en Westcott, lo cual fue el primer paso para la creación de DEM. El trío pasó su juventud aprendiendo todo lo que pudo sobre la hechicería, lo que los condujo a la creación de un Espíritu, un ser de inmenso poder nacido del maná del mundo que podrían usar para lograr su objetivo. Casi al mismo tiempo, Westcott fue adoptado por una pareja rica, pero terminó muriendo en un accidente, dejando toda su fortuna a Westcott. Posteriormente, obtuvo el deseo de crear una utopía, una con solo magos viviendo en ella. Durante la guerra final entre DEM y Ratatoskr, Isaac es derrotado por Mio. En sus últimos momentos de vida comienza a recordar su pasado y cómo su aldea fue destruida una vez. También recuerda el mismo sentimiento extraño que sintió en el funeral de su madre, donde además acepta que la chica que más amaba lo rechazo 2 veces (refiriéndose a Mio Takamiya) y finalmente muere debido a sus heridas.
Ellen Mira Mathers (エレン· ·ミラメイザース Eren Mira Meizāsu?)
Seiyū: Shizuka Itō
Es la maga más fuerte de DEM (por ello está clasificada como Adeptus 1) y autoproclamada la maga más fuerte del mundo, trabaja para Wescott como su secretaria. Ella está comprometida a no perder contra cualquier oponente incluso con tal de destruir el mundo a su alrededor. Si bien suele ser tranquila y analítica, especialmente cuando está cerca de Westcott, Ellen es despiadada cuando está en batalla, como se muestra cuando eligió luchar contra Tohka directamente en lugar de simplemente capturarla y luego expresó su decepción cuando la derrotó fácilmente en su Astral Dress de lanzamiento limitado. También es la hermana mayor de Karen Nora Mathers. Se desconoce si la devoción fanática de Ellen por Westcott es sincera o está impresa en ella, pero estaba dispuesta a cortar las manos de los miembros de la junta de DEM que habían votado en su contra. También quiere matar a Woodman por lo que considera su traición. Al igual que Westcott, a ella no le importan las vidas de los demás (a excepción del propio Westcott), excepto por cómo pueden mostrar algún uso para promover sus objetivos. Ella parece estar completamente convencida de su propia invencibilidad, alegando que nadie en el mundo puede derrotarla. Ellen parece no estar dispuesta a aceptar sus pérdidas, después de que fracasara su primer intento de secuestrar a Tohka. Ella queda devastada tras la muerte de Isaac, lo que ocasiona que pierda la memoria.
Artemisia Bell Ashcroft (アルテミシア·ベル·アシュクロフト Arutemishia Beru Ashukurofuto?)
Seiyū: Eriko Matsui
La maga más fuerte del SSS (el equivalente al AST británico), transferida a DEM para dar apoyo a Ellen en sus misiones. Se dice que la única maga capaz de superarla es Ellen, es por ello que está clasificada como Adeptus 2, haciendo hincapié en que es la segunda maga más fuerte de DEM.
Jessica Baley (ジ ェ シ カ · ベ イ リ Jeshika Beirī?)
Seiyū: Yūko Kaida
En el ranking de los magos más fuertes de DEM se posiciona en tercer lugar como Adeptus 3, fue uno de los 10 magos de DEM que fueron temporalmente transferidos al AST con el objetivo de realizar una operación secreta: capturar a Tohka y Shido durante el evento interescolar.
James A Paddington (ジェームズ· A ·パディントン Jēmuzu A Padinton?)
Seiyū: Toshiharu Nakanishi
Segundo jefe ejecutivo del Coronel, es el capitán del dirigible arbatelde 500 metros de DEM Industries. Es un hombre de mediana edad con barba. Tiene una personalidad arrogante y más preocupada por salvar su carrera cuando las cosas se fueron al sur en lugar de las vidas de su tripulación o mantener el secreto. Mientras estaba en cautiverio después del incidente de la isla por Ratatoskr, Westcott lo despidió después de usarlo para comunicarse con él.

### Escuela Raizen
Hiroto Tonomachi (殿町 宏人 Tonomachi Hiroto?)
Seiyū: Anri Katsu, Axel Lascari (español latino)
Compañero de clase de Shido, está obsesionado con un videojuego de simulador de citas.
Tamae Okamine (岡峰 珠恵 Okamine Tamae?)
Seiyū: Kaori Sadohara
Profesora y tutora de la clase de Shido, es muy querida y popular entre los estudiantes y aunque es muy inteligente como maestra, no puede controlar sus emociones adecuadamente cuando se trata de situaciones inesperadas e incontrolables. Está muy ansiosa por casarse porque tiene 29 años y aun está soltera.
Ai Yamabuki (山吹 亜衣 Yamabuki Ai?), Mai Hazakura (葉桜 麻衣 Hazakura Mai?), & Mii Fujibakama (藤袴 美衣 Fujibakama Mii?)
Seiyū: Risako Murai, Kayoko Tsumita, y Midori Tsukimiya, Gaby Servín, Cynthia Chong y Sofía Huerta (español latino)
Son compañeras de clase de Shido, siempre se les ve juntas y son amigas de Tohka, apoyándola en sus esfuerzos por convertirse en la novia de Shido, mientras regañan a Shido al verlo con otras chicas.

## Media

### Novela ligera
Date a Live fue originalmente publicado como una novela ligera. Es una serie de novelas ligeras escritas por Kōshi Tachibana con ilustraciones de Tsunako, el primer volumen fue publicado el 19 de marzo de 2011 bajo la imprenta Fujimi Fantasia Bunko. La historia principal finalizó el día 19 de marzo de 2020 con un total de 22 volúmenes, mientras que su Spin-off Date A Live Fragment: Date a Bullet lleva hasta la fecha 8 volúmenes publicados.

### Historia principal

#### Lista de volúmenes
| Num. | Título                                                                                | Fecha de publicación     | ISBN                   |
| ---- | ------------------------------------------------------------------------------------- | ------------------------ | ---------------------- |
| 1    | "Date A Live 1: Tohka Dead End" デート・ア・ライブ1 十香デッドエンド                  | 19 de marzo de 2011      | ISBN 978-4-8291-3623-2 |
| 2    | "Date A Live 2: Yoshino Puppet" デート・ア・ライブ2 四糸乃パペット                    | 20 de agosto de 2011     | ISBN 978-4-8291-3672-0 |
| 3    | "Date A Live 3: Kurumi Killer" デート・ア・ライブ3 狂三キラー                         | 19 de noviembre de 2011  | ISBN 978-4-8291-3704-8 |
| 4    | "Date A Live 4: Itsuka Sister" デート・ア・ライブ4 五河シスター                       | 17 de marzo de 2012      | ISBN 978-4-8291-3744-4 |
| 5    | "Date A Live 5: Yamai Tempest" デート・ア・ライブ5 八舞テンペスト                     | 17 de agosto de 2012     | ISBN 978-4-8291-3795-6 |
| 6    | "Date A Live 6: Miku Lily" デート・ア・ライブ6 美九リリィ                             | 20 de diciembre de 2012  | ISBN 978-4-8291-3835-9 |
| 7    | "Date A Live 7: Miku Truth" デート・ア・ライブ7 美九トゥルース                        | 19 de marzo de 2013      | ISBN 978-4-8291-3871-7 |
| 8    | "Date A Live 8: Natsumi Search" デート・ア・ライブ8 七罪サーチ                        | 20 de septiembre de 2013 | ISBN 978-4-8291-3938-7 |
| 9    | "Date A Live 9: Natsumi Change" デート・ア・ライブ9 七罪チェンジ                      | 20 de diciembre de 2013  | ISBN 978-4-04-712974-0 |
| 10   | "Date A Live 10: Tobiichi Angel" デート・ア・ライブ10 鳶一エンジェル                  | 20 de marzo de 2014      | ISBN 978-4-04-070066-3 |
| 11   | "Date A Live 11: Tobiichi Devil" デート・ア・ライブ11 鳶一デビル                      | 20 de septiembre de 2014 | ISBN 978-4-04-070143-1 |
| 12   | "Date A Live 12: Itsuka Disaster" デート・ア・ライブ12 五河ディザスター               | 20 de junio de 2015      | ISBN 978-4-04-070151-6 |
| 13   | "Date A Live 13: Nia Creation" デート・ア・ライブ13 二亜クリエイション                | 20 de octubre de 2015    | ISBN 978-4-04-070694-8 |
| 14   | "Date A Live 14: Mukuro Planet" デート・ア・ライブ14 六喰プラネット                   | 19 de marzo de 2016      | ISBN 978-4-04-070695-5 |
| 15   | "Date A Live 15: Mukuro Family" デート・ア・ライブ15 六喰ファミリ                     | 17 de septiembre de 2016 | ISBN 978-4-04-070927-7 |
| 16   | "Date A Live 16: Kurumi Refrain" デート・ア・ライブ16 狂三リフレイン                  | 18 de marzo de 2017      | ISBN 978-4-04-070928-4 |
| 17   | "Date A Live 17: Kurumi Ragnarok" デート・ア・ライブ17 狂三ラグナロク                 | 19 de agosto de 2017     | ISBN 978-4-04-070929-1 |
| 18   | "Date A Live 18: Mio Game Over" デート・ア・ライブ18 澪ゲームオーバー                 | 20 de marzo de 2018      | ISBN 978-4-04-072565-9 |
| 19   | "Date A Live 19: Mio True End" デート・ア・ライブ19 澪トゥルーエンド                  | 18 de agosto de 2018     | ISBN 978-4-04-072821-6 |
| 20   | "Date A Live 20: Tohka World" デート・ア・ライブ20 十香ワールド                       | 20 de marzo de 2019      | ISBN 978-4-04-072822-3 |
| 21   | "Date A Live 21: Tohka Good End First Half" デート・ア・ライブ21 十香グッドエンド 上  | 19 de octubre de 2019    | ISBN 978-4-04-073267-1 |
| 22   | "Date A Live 22: Tohka Good End Second Half" デート・ア・ライブ22 十香グッドエンド 下 | 19 de marzo de 2020      | ISBN 978-4-04-073581-8 |

### Spin off

#### Lista de volúmenes
| Núm. | Título                                                                                         | Fecha de publicación    | ISBN                   |
| ---- | ---------------------------------------------------------------------------------------------- | ----------------------- | ---------------------- |
| 1    | "Date A Live Fragment: Date A Bullet" デート・ア・ライブ フラグメント デート・ア・バレット     | 18 de marzo de 2017     | ISBN 978-4-04-072239-9 |
| 2    | "Date A Live Fragment: Date A Bullet 2" デート・ア・ライブ フラグメント デート・ア・バレット 2 | 19 de agosto de 2017    | ISBN 978-4-04-072240-5 |
| 3    | "Date A Live Fragment: Date A Bullet 3" デート・ア・ライブ フラグメント デート・ア・バレット 3 | 20 de abril de 2018     | ISBN 978-4-04-072566-6 |
| 4    | "Date A Live Fragment: Date A Bullet 4" デート・ア・ライブ フラグメント デート・ア・バレット 4 | 18 de agosto de 2018    | ISBN 978-4-04-072872-8 |
| 5    | "Date A Live Fragment: Date A Bullet 5" デート・ア・ライブ フラグメント デート・ア・バレット 5 | 20 de marzo de 2019     | ISBN 978-4-04-073105-6 |
| 6    | "Date A Live Fragment: Date A Bullet 6" デート・ア・ライブ フラグメント デート・ア・バレット 6 | 19 de marzo de 2020     | ISBN 978-4-04-073372-2 |
| 7    | "Date A Live Fragment: Date A Bullet 7" デート・ア・ライブ フラグメント デート・ア・バレット 7 | 20 de noviembre de 2020 | ISBN 978-4-04-073779-9 |
| 8    | "Date A Live Fragment: Date A Bullet 8" デート・ア・ライブ フラグメント デート・ア・バレット 8 | 20 de enero de 2022     | ISBN 978-4-04-074363-9 |

### Date A Live Encore

#### Lista de volúmenes
| Núm. | Título                                                | Fecha de publicación    | ISBN                   |
| ---- | ----------------------------------------------------- | ----------------------- | ---------------------- |
| 1    | Date A Live Encore デート・ア・ライブアンコール       | 18 de mayo de 2013      | ISBN 978-4-04-071007-5 |
| 2    | Date A Live Encore 2 デート・ア・ライブアンコール 2   | 20 de mayo de 2014      | ISBN 978-4-04-070116-5 |
| 3    | Date A Live Encore 3 デート・ア・ライブアンコール 3   | 20 de diciembre de 2014 | ISBN 978-4-04-070149-3 |
| 4    | Date A Live Encore 4 デート・ア・ライブアンコール 4   | 20 de agosto de 2015    | ISBN 978-4-04-070696-2 |
| 5    | Date A Live Encore 5 デート・ア・ライブアンコール 5   | 20 de mayo de 2016      | ISBN 978-4-04-070926-0 |
| 6    | Date A Live Encore 6 デート・ア・ライブアンコール 6   | 20 de diciembre de 2016 | ISBN 978-4-04-072092-0 |
| 7    | Date A Live Encore 7 デート・ア・ライブアンコール 7   | 20 de diciembre de 2017 | ISBN 978-4-04-072564-2 |
| 8    | Date A Live Encore 8 デート・ア・ライブアンコール 8   | 20 de diciembre de 2018 | ISBN 978-4-04-072943-5 |
| 9    | Date A live Encore 9 デート・ア・ライブアンコール 9   | 20 de julio de 2020     | ISBN 978-4-04-073269-5 |
| 10   | Date A live Encore 10 デート・ア・ライブアンコール 10 | 20 de agosto de 2020    | ISBN 978-4-04-073270-1 |
| 11   | Date A live Encore 11 デート・ア・ライブアンコール 11 | 20 de mayo de 2022      | ISBN 978-4-04-074603-6 |

### Especiales de Blu-ray

#### Lista de volúmenes
| Núm. | Título                                                                 | Fecha de publicación     | Liberado junto con                              |
| ---- | ---------------------------------------------------------------------- | ------------------------ | ----------------------------------------------- |
| 1    | Tohka Working/ Yoshino High School (十香ワーキング 四糸乃ハイスクール) | 26 de julio de 2013      | 2.º volumen del Blu-ray de Date A Live          |
| 2    | Origami Normalize/ Kurumi Cat (折紙ノーマライズ 狂三キャット)          | 27 de septiembre de 2013 | 4.º volumen del Blu-ray de Date A Live          |
| 3    | Mana Mission/ Kotori Mystery (真那ミッション 琴里ミステリ)             | 29 de noviembre de 2013  | 6.º volumen del Blu-ray de Date A Live          |
| 4    | Spirit Treasure Hunt (精霊トレジャーハント)                            | 25 de julio de 2014      | 2.º volumen del Blu-ray y DVD de Date A Live II |

### Especiales de la película

#### Lista de volúmenes
| Núm. | Título                           | Fecha de publicación  | Descripción |
| ---- | -------------------------------- | --------------------- | --- |
| 1    | Mayuri Around (万由里アラウンド) | 22 de agosto de 2016  | Este volumen fue dado como regalo a aquellos que fueron a ver Date A Live la Película: Mayuri Judgement. Es una historia corta que presenta a Mayuri, un personaje de la película.         |
| 2    | Tohka Notice (十香ノーティス)    | 26 de febrero de 2016 | Debido a lo recogido en Blu-ray y DVD de la película a Mayuri Around se le agregó una nueva historia corta. Esta historia presenta un final alternativo a lo ocurrido durante la película. |

### Fanbook oficial
| Núm. | Título                                                     | Fecha de publicación     | ISBN                   |
| ---- | ---------------------------------------------------------- | ------------------------ | ---------------------- |
| 1    | Material de Date A Live デート・ア・ライブ マテリアル      | 20 de marzo de 2015      | ISBN 978-4-04-070548-4 |
| 2    | Material de Date a Live II デート・ア・ライブ マテリアル 2 | 18 de septiembre de 2021 | ISBN 978-4040738871    |

### Manga
Una adaptación a manga de Date A Live con ilustraciones por Ringo comenzó el 16 de abril de 2012. Debido a que Ringo tenía problemas de salud, el manga fue cancelado después de 6 capítulos. La adaptación terminó cubriendo solo una parte de la primera cita de Shido con Tohka.
Una segunda adaptación a manga (spin-off) titulada Date Ast Like comenzó a serializarse en la edición de enero de 2014 de Shōnen Ace, esta vez con ilustraciones hechas por Sekihiko Inui. Fue anunciado que el cuarto volumen del manga iba a ser el último. El cuarto volumen fue publicado por Kadokawa en Japón en invierno del 2013.
Una tercera adaptación a manga titulada Date A Live: Tohka Dead End fue publicada por Shōnen Ace entre el 26 de noviembre de 2013 y el 25 de octubre de 2014. Cuenta con 3 volúmenes y 11 capítulos. En esta ocasión el mangaka Sekihiko Inui se encargó del arte.

### Anime
La adaptación de la primera temporada fue dirigida por Keitaro Motonaga y producida por AIC PLUS+. La serie fue transmitida en baja calidad por Niconico, con cada episodio disponible una semana antes de su estreno en TV. El primer episodio se estrenó el 31 de marzo de 2013 y el 6 de abril de 2013 en Tokyo MX.
La canción del opening titulada "Date A Live" (デート・ア・ライブ Dēto A Raibu?) es cantada por Sweet Arms, un grupo formado por las vocalistas Iori Nomizu, Misuzu Togashi, Kaori Sadowara y Misato. La canción del ending del episodio 1 se titula "Hatsukoi Winding Road" cantada por Ririko (Kayoko Tsumita), la amiga de la infancia (Risako Murai) y Midori Tsukimiya, los personajes de Date A Live in-universe galge, Fall in Love: My Little Seed (恋して マイ・リトル・シード Koishite Mai Ritoru Siido?). Para el episodio 2 y 3 los endings son cantados por Iori Nomizu titulados "Save The World" y "Save My Heart" respectivamente.
Para la segunda temporada la producción corrió a cargo de Production IMS y el tema del opening se llama "Trust in You" por Sweet Arms y la canción del ending se titula "Day To Story" por Kaori Sadohara. Un Blu-ray con la versión de la primera temporada salió el 31 de julio de 2015 que vino con los 12 episodios de la serie emitidos en ediciones extendidas.
Después del episodio final de la primera temporada, una segunda temporada estaba pautada para abril del 2014. El opening de esta es "Trust in You" interpretado por Sweet Arms y el ending es "Day to Story" interpretado por Kaori Sadohara. La animación fue hecha por Production IMS. Un episodio sin emitir estuvo junto con el tercer volumen de la colección de historias cortas Date A Live Encore y fue publicado el 9 de diciembre de 2014. Esta segunda temporada contó con un total de 10 episodios.
Una película del anime fue anunciada vía la cuenta oficial de Twitter de la serie de televisión mientras la emisión de la segunda temporada concluyó.
En el evento de Date A Live II, el elenco reveló que la película se iba a titular Date A Live The Movie: Mayuri Judgement (劇場版 デート ア ライブ 万由里ジャッジメント, Gekijōban Dēto A Raibu: Mayuri Jajjimento, Date a Live La Película: El Juicio de Mayuri) y que se estrenaría el 22 de agosto, con una historia original supervisada por el autor original de las novelas ligeras, Koushi Tachibana. Nobunaga Shimazaki, el Seiyū de Shido Itsuka, introdujo una silueta del nuevo personaje titular, llamada Mayuri (万由里 Mayuri). Durante los eventos del "Cumpleaños de Tohka" el 10 de abril, Sora Amamiya fue confirmada como la Seiyū de Mayuri. El Blu-ray de la película se lanzó el 26 de febrero de 2016.
Durante una presentación en vivo en el evento Fantasia Bunko Dai Kanshasai 2018 se reveló que la tercera temporada de Date a Live se iba a estrenar en enero de 2019. No se conocían nuevos detalles sobre esta nueva temporada desde octubre de 2017.
Esta tercera temporada del anime trajo varios cambios consigo. El más relevante es del estudio encargado de su animación. Tras AIC PLUS+ y Production IMS, responsables de la primera y segunda temporada respectivamente, J.C. Staff se encargó de animar esta nueva entrega televisiva de Date A Live. A pesar de este cambio, se mantendrá a Keitarou Motonaga en la dirección. También se mantienen en su puesto a Hideki Shirane y Koji Watanabe para la composición del guion y el diseño de personajes. La canción del opening de esta tercera temporada es "I swear" interpretada por Sweet Arms, mientras que el ending es "Last Promise" interpretado por Eri Yamazaki. Contando con un total de 12 episodios
El 16 de marzo de 2020 se anunció que la serie contará con una cuarta temporada. El estudio Geek Toys estará a cargo de la nueva temporada programada para octubre de 2021. Sin embargo, el 10 de septiembre de 2021 se anunció que se retrasaria hasta 2022. Jun Nakagawa será el encargado de dirigir la serie. El 17 de enero de 2022 el sitio oficial del anime, publicó su segundo video promocional revelando los artistas para los temas de apertura y de cierre respectivamente, miembros del elenco y la fecha de estreno que se emitirá en abril del mismo año. Miyu Tomita interpretará el tema apertura "OveR", y Sweet Arms el tema de cierre "S.O.S.". Crunchyroll obtuvo la licencia fuera de Asia.
Una quinta temporada ha sido anunciada. Se estrenó el 10 de abril de 2024.
El 10 de abril de 2025 se anunció la producción de un nuevo proyecto animado.
El 11 de abril de 2022, Crunchyroll anunció que la serie recibió un doblaje tanto en inglés como en español, que se estrenó el 6 de mayo la cuarta temporada, la segunda (3 de noviembre) y la tercera temporada (17 de noviembre).

### Videojuegos
Un videojuego llamado Date A Live: Rinne Utopía (デート・ア・ライブ　凜祢ユートピア Dēto A Raibu Rinne Yūtopia) producido por Compile Heart y Sting Entertainment fue publicado el 27 de junio de 2013 para PlayStation 3. Un video promocional fue mostrado en Anime Contents Expo 2013. El juego presenta un nuevo personaje original llamada Rinne Sonogami (園神 凜祢 Sonogami Rinne), y su Seiyū es Kana Hanazawa. Una versión del juego para PlayStation Vita fue anunciado para verano de 2015, y presenta nuevos personajes y escenarios.
Otro videojuego titulado Date A Live: Ars Install (或守インストール) también fue anunciado y presenta otro nuevo personaje llamada Maria Ars (或守 鞠亜 Arusu Maria), y su Seiyū es Suzuko Mimori. El juego fue publicado el 26 de junio de 2014.
Una nueva entrega para ambos juegos de PlayStation 3, llamado Date A Live Twin Edition: Rio Reincarnation (デート・ア・ライブ Twin Edition 凜緒リンカーネイション Dēto A Raibu Tsuin Edishon Rio Rinkāneishon) producido por Compile Heart y Sting Entertainment fue publicado el 30 de julio de 2015 para el PlayStation Vita. Es una secuela de facto con nuevos personajes y escenarios. El juego presenta a las Hermanas Yamai, Miku Izayoi, Rinne Sonogami, Maria Ars, también a Marina Ars, y un nuevo personaje original llamada Rio (凜緒 Rio), y su Seiyū es Ayane Sakura. Un video promocional fue mostrado en los eventos del Date A Fes II.
También desde 2020 cuenta con Date A Live: Spirit Pledge, videojuego de simulación de acción y citas, contando en este con las actrices de voz originales. Está disponible en dispositivos iOS y Android.